# Bougainville (Somme)
Pour les articles homonymes, voir Bougainville.
Bougainville est une commune française située dans le département de la Somme en région Hauts-de-France.

## Géographie

### Localisation
Bougainville est un village picard de l'Amiénois.
À vol d'oiseau, la localité est située à 18 km au sud-ouest d'Amiens, 30 km au sud-ouest d'Abbeville et à 48 km au nord de Beauvais.
Le territoire de la commune est limitrophe de ceux de six communes.
Les communes limitrophes sont  Briquemesnil-Floxicourt, Fluy, Fresnoy-au-Val, Molliens-Dreuil, Oissy et Saint-Aubin-Montenoy.

### Hydrographie
La commune est située dans le bassin Artois-Picardie. Elle n'est drainée par aucun cours d'eau.

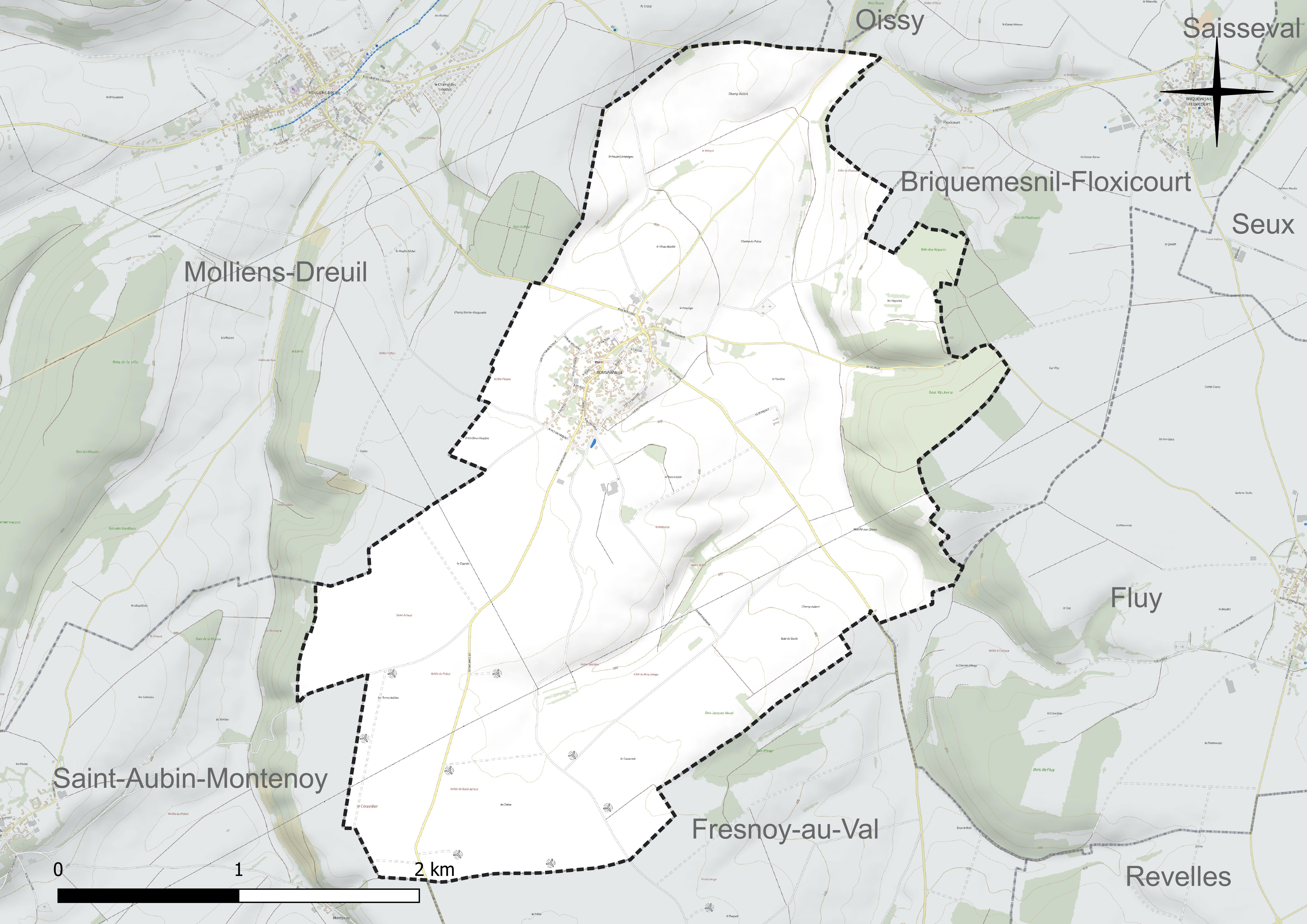
Réseau hydrographique de Bougainville.

### Climat
Pour des articles plus généraux, voir Climat des Hauts-de-France et Climat de la Somme.
En 2010, le climat de la commune est de type climat océanique dégradé des plaines du Centre et du Nord, selon une étude du CNRS s'appuyant sur une série de données couvrant la période 1971-2000. En 2020, Météo-France publie une typologie des climats de la France métropolitaine dans laquelle la commune est exposée à un climat océanique et est dans la région climatique Côtes de la Manche orientale, caractérisée par un faible ensoleillement (1 550 h/an) ; forte humidité de l'air (plus de 20 h/jour avec humidité relative > 80 % en hiver), vents forts fréquents.
Pour la période 1971-2000, la température annuelle moyenne est de 10,1 °C, avec une amplitude thermique annuelle de 13,9 °C. Le cumul annuel moyen de précipitations est de 729 mm, avec 12,1 jours de précipitations en janvier et 8,3 jours en juillet. Pour la période 1991-2020, la température moyenne annuelle observée sur la station météorologique la plus proche, située sur la commune d'Oisemont à 22 km à vol d'oiseau, est de 11,1 °C et le cumul annuel moyen de précipitations est de 801,4 mm,. Pour l'avenir, les paramètres climatiques de la commune estimés pour 2050 selon différents scénarios d'émission de gaz à effet de serre sont consultables sur un site dédié publié par Météo-France en novembre 2022.

## Urbanisme

### Typologie
Au 1er janvier 2024, Bougainville est catégorisée commune rurale à habitat dispersé, selon la nouvelle grille communale de densité à sept niveaux définie par l'Insee en 2022.
Elle est située hors unité urbaine. Par ailleurs la commune fait partie de l'aire d'attraction d'Amiens, dont elle est une commune de la couronne,. Cette aire, qui regroupe 369 communes, est catégorisée dans les aires de 200 000 à moins de 700 000 habitants,.

### Occupation des sols
L'occupation des sols de la commune, telle qu'elle ressort de la base de données européenne d'occupation biophysique des sols Corine Land Cover (CLC), est marquée par l'importance des territoires agricoles (89,4 % en 2018), une proportion identique à celle de 1990 (89,4 %). La répartition détaillée en 2018 est la suivante : 
terres arables (89,4 %), forêts (7,3 %), zones urbanisées (3,3 %). L'évolution de l'occupation des sols de la commune et de ses infrastructures peut être observée sur les différentes représentations cartographiques du territoire : la carte de Cassini (XVIIIe siècle), la carte d'état-major (1820-1866) et les cartes ou photos aériennes de l'IGN pour la période actuelle (1950 à aujourd'hui).

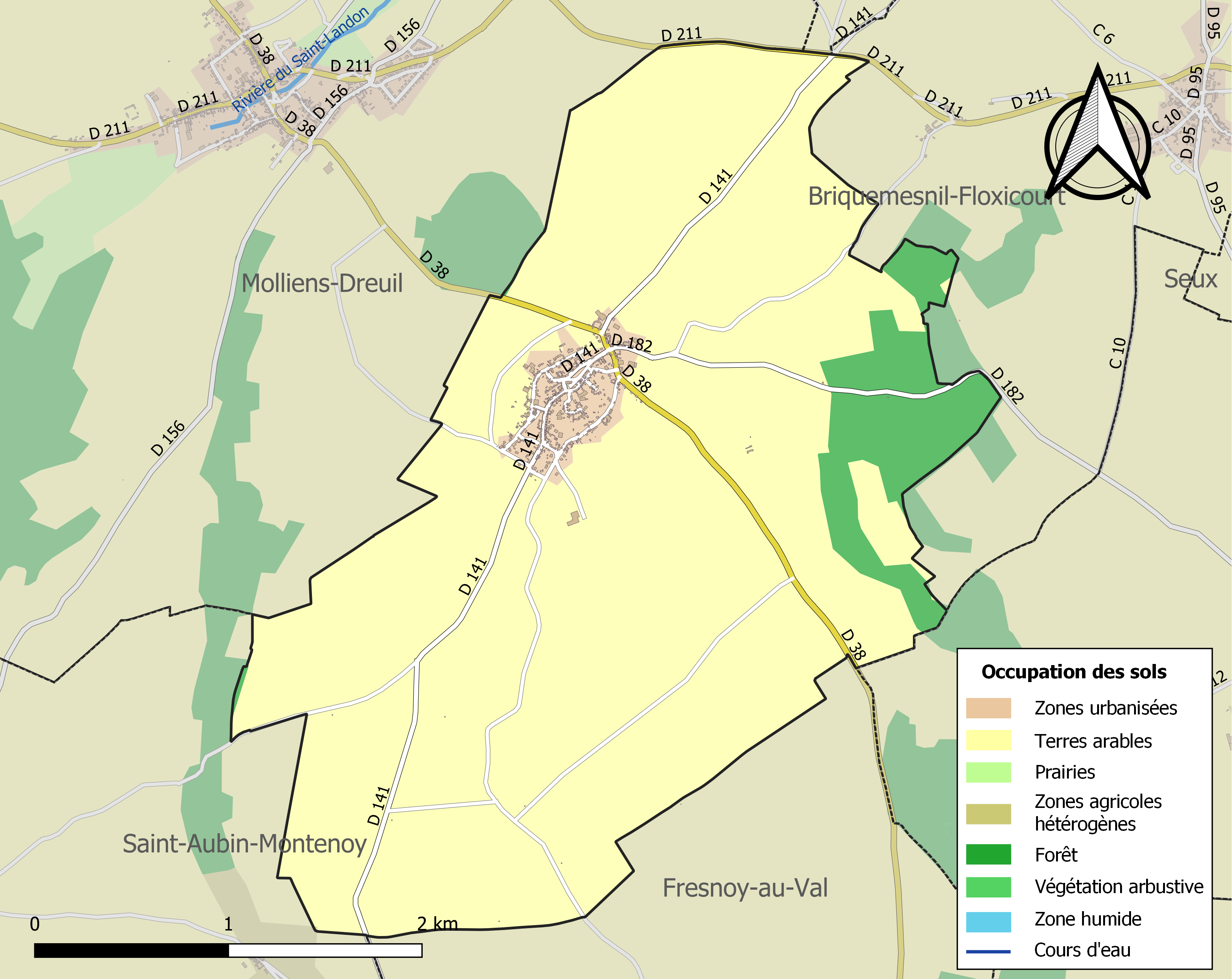
Carte des infrastructures et de l'occupation des sols de la commune en 2018 (CLC).

### Lieux-dits, hameaux et écarts
- Bois Vacherie, bois des Hayures[Note 4].

### Voies de communication et transports
La localité est desservie par la ligne d'autocars no 4 (Blangy-sur-Bresle - Amiens) du réseau Trans'80, Hauts-de-France, chaque jour de la semaine sauf le dimanche et les jours fériés.

## Toponymie
Le toponyme est mentionné en 1197 sous la forme Bogainvile ; puis Bouguevile en 1249 ; Bougainville en 1260 ; Bougainvile en 1297 ; Bouginville en 1554 ; Baugainville en 1648 ; Bouguinville en 1692 ; Bouquain en 1710.
Ce toponyme provient de l'agglutination du nom de personne germanique féminin bugga et du latin villa qui signifie le « domaine de bugga », celle qui vit dans le marais .

## Histoire
- Traces d'une villa gallo-romaine.
- Les premiers seigneurs du nom sont cités du XIIIe au XVe siècle. La seigneurie relevait en partie de Picquigny et de Lœuilly. C'est très probablement de ces seigneurs que sont issus, après avoir perdu puis retrouvé (mais cette fois à Paris) leur rang social, les hommes célèbres du même nom, à commencer par Louis-Antoine de Bougainville.

## Politique et administration

### Rattachements administratifs et électoraux
La commune se trouve dans l'arrondissement d'Amiens du département de la Somme. Pour l'élection des députés, elle fait partie depuis 2012 de la troisième circonscription de la Somme.
Elle faisait partie depuis 1801 du canton de Molliens-Dreuil. Dans le cadre du redécoupage cantonal de 2014 en France, la commune est intégrée au canton d'Ailly-sur-Somme.

### Intercommunalité
La commune était membre de la communauté de communes du Sud-Ouest Amiénois (CCSOA), créée en 2004.
Dans le cadre des dispositions de la loi portant nouvelle organisation territoriale de la République du 7 août 2015, qui prévoit que les établissements publics de coopération intercommunale (EPCI) à fiscalité propre doivent avoir un minimum de 15 000 habitants, la préfète de la Somme propose en octobre 2015 un projet de nouveau schéma départemental de coopération intercommunale (SDCI) qui prévoit la réduction de 28 à 16 du nombre des intercommunalités à fiscalité propre du département.
Ce projet prévoit la « fusion des communautés de communes du Sud Ouest Amiénois, du Contynois et de la région d'Oisemont », le nouvel ensemble de 37 412 habitants regroupant 120 communes,. À la suite de l'avis favorable de la commission départementale de coopération intercommunale en janvier 2016, la préfecture sollicite l'avis formel des conseils municipaux et communautaires concernés en vue de la mise en œuvre de la fusion.
La communauté de communes Somme Sud-Ouest (CC2SO), dont est désormais membre la commune, est ainsi créée au 1er janvier 2017.

### Liste des maires
| Période                                  | Période                      | Identité          | Étiquette | Qualité                                               |
| ---------------------------------------- | ---------------------------- | ----------------- | --------- | ----------------------------------------------------- |
| Les données manquantes sont à compléter. |                              |                   |           |                                                       |
| mars 2001                                | 2008                         | Jean-Luc Consille |           | Cheminot à la SNCF                                    |
| mars 2008                                | En cours (au 8 octobre 2020) | Gérard Célisse    |           | Cadre à FranceTélécom Réélu pour le mandat 2020-2026, |

### Politique de développement durable
Un premier parc éolien implanté en 2005 est démantelé en 2020. Il est remplacé par six nouvelles éoliennes, plus puissantes, faisant passer la capacité de l'installation de 25 000 MWh à 37 800 MWh.

## Population et société

### Démographie
L'évolution du nombre d'habitants est connue à travers les recensements de la population effectués dans la commune depuis 1793. Pour les communes de moins de 10 000 habitants, une enquête de recensement portant sur toute la population est réalisée tous les cinq ans, les populations de référence des années intermédiaires étant quant à elles estimées par interpolation ou extrapolation. Pour la commune, le premier recensement exhaustif entrant dans le cadre du nouveau dispositif a été réalisé en 2005.

En 2022, la commune comptait 395 habitants, en évolution de −11,43 % par rapport à 2016 (Somme : −1,26 %, France hors Mayotte : +2,11 %).
| 1793  | 1800  | 1806 | 1821 | 1831 | 1836  | 1841  | 1846  | 1851 |
| ----- | ----- | ---- | ---- | ---- | ----- | ----- | ----- | ---- |
| 1 040 | 1 026 | 969  | 936  | 985  | 1 012 | 1 013 | 1 016 | 974  |

| 1856 | 1861 | 1866 | 1872 | 1876 | 1881 | 1886 | 1891 | 1896 |
| ---- | ---- | ---- | ---- | ---- | ---- | ---- | ---- | ---- |
| 867  | 899  | 795  | 734  | 726  | 642  | 571  | 530  | 508  |

| 1901 | 1906 | 1911 | 1921 | 1926 | 1931 | 1936 | 1946 | 1954 |
| ---- | ---- | ---- | ---- | ---- | ---- | ---- | ---- | ---- |
| 505  | 502  | 447  | 411  | 335  | 333  | 351  | 379  | 370  |

| 1962 | 1968 | 1975 | 1982 | 1990 | 1999 | 2005 | 2006 | 2010 |
| ---- | ---- | ---- | ---- | ---- | ---- | ---- | ---- | ---- |
| 363  | 358  | 374  | 406  | 413  | 409  | 472  | 480  | 451  |

| 2015 | 2020 | 2022 | - | - | - | - | - | - |
| ---- | ---- | ---- | - | - | - | - | - | - |
| 447  | 409  | 395  | - | - | - | - | - | - |

### Enseignement
L'enseignement primaire est organisé en collaboration avec les communes de Fluy et Revelles, au sein d'un regroupement pédagogique intercommunal.

### Activités associatives, culturelles, festives et sportives
- Fête patronale et communale (Fête de la tarte, avec « Ché gouteux ed tartes ») : organisée le dernier samedi de juillet par l'association L'Animation Bougainvilloise, dont la 23e édition a lieu le 28 juillet 2019 sur le thème des Hortillonades[32],[33].

### Équipements
- Salle des fêtes.

## Économie
- Agriculture (céréales, élevage).
- Énergie éolienne : un groupe de six éoliennes édifiées en 2005, dont la plus haute mesure 133 m, permet d'assurer les besoins de 30 000 foyers sans chauffage ou 12 000 foyers avec chauffage[34].

## Culture locale et patrimoine

### Lieux et monuments
- Église Saint-Arnould (XVIIIe siècle), où sont visibles une vierge en bois (XVIIe siècle-XVIIIe siècle) et un bénitier du XIXe siècle.
- Monument aux morts : à la fin de la Première Guerre mondiale, la mère d'un jeune soldat tué prit en charge le financement du monument aux morts  qui fut réalisé par un sculpteur ami de la famille, Albert Roze, et inauguré en 1921[35],[36].

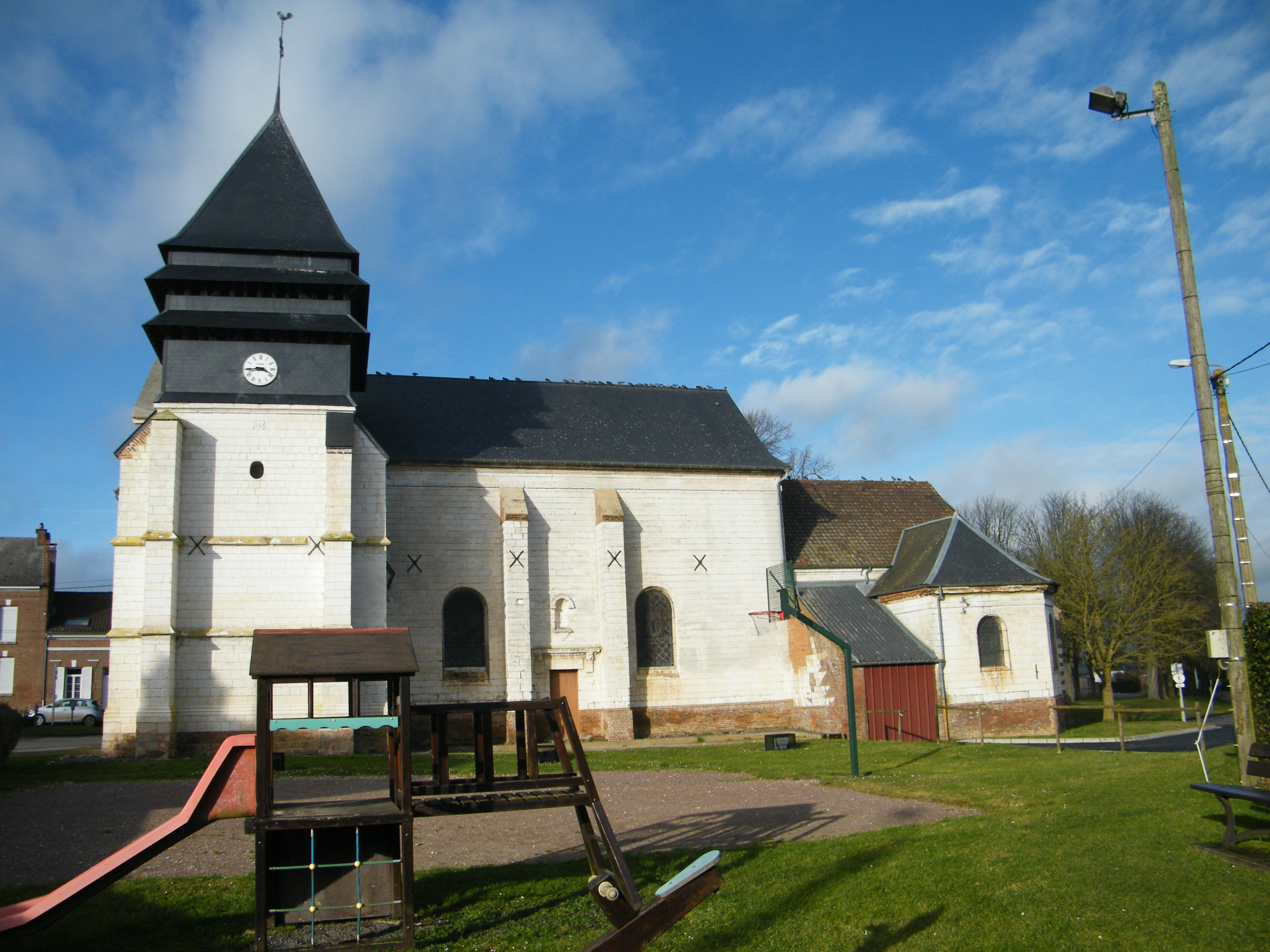
Sud de l'église.
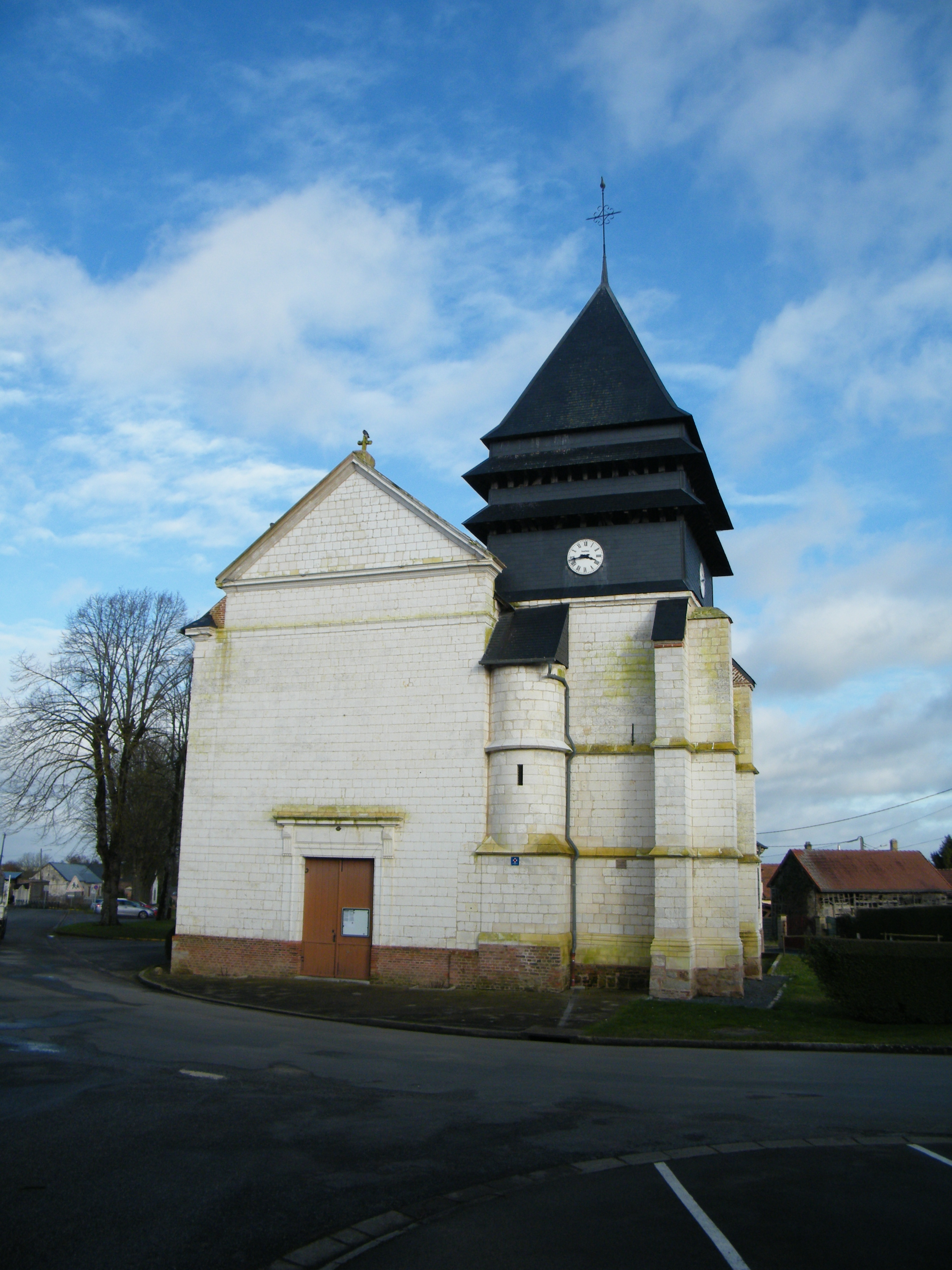
Le clocher.
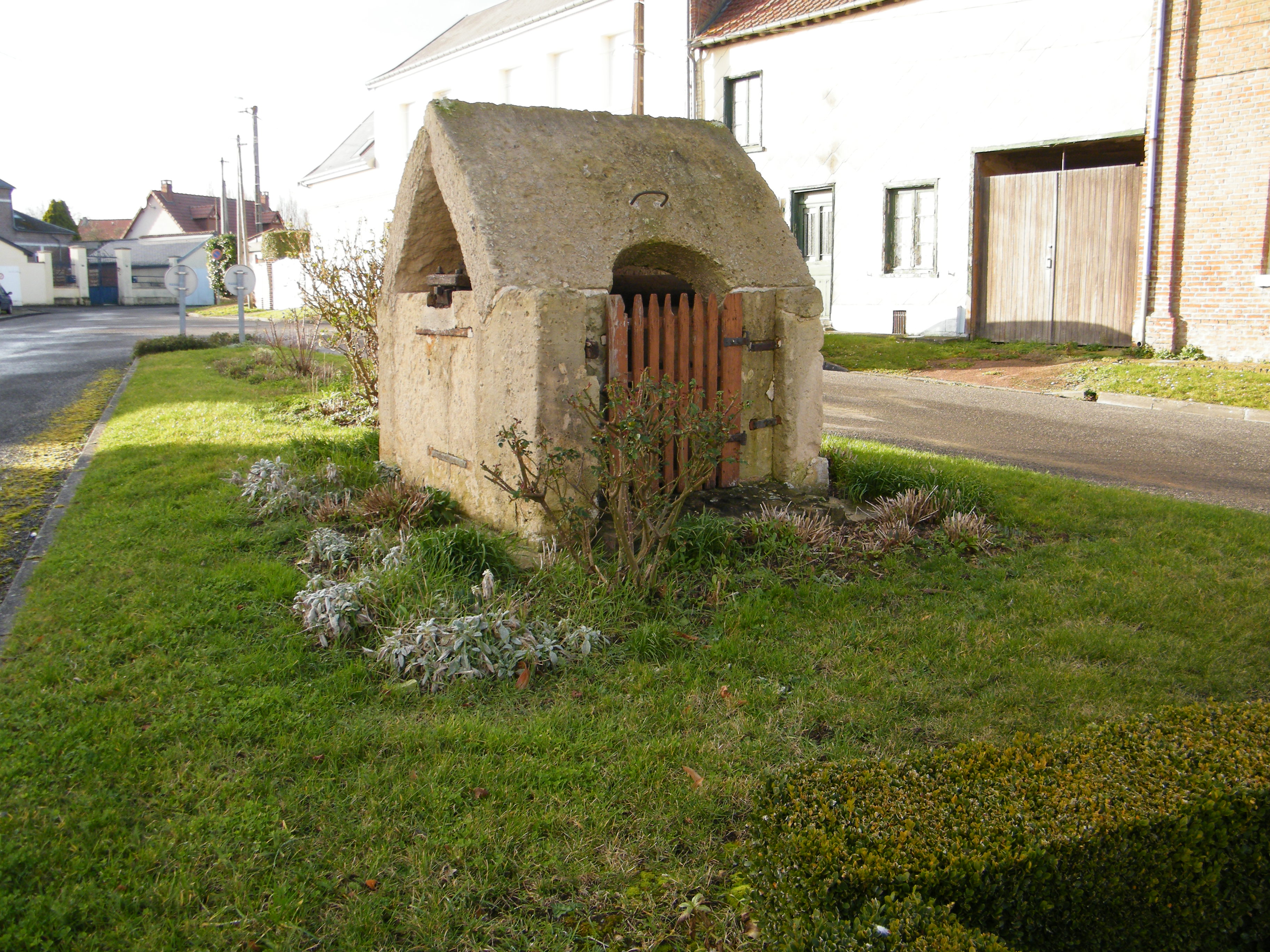
Le puits communal.
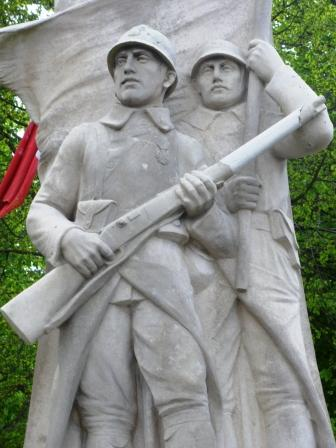
Détail du monument aux morts.

### Personnalités liées à la commune
- Victor Triquet, constructeur de ballons dirigeables, est né et a résidé à Bougainville[37].
- Famille de Bougainville

### Bougainville dans les arts
- Le téléfilm réalisé par Peter Kassovitz, Beau masque, dont plusieurs scènes ont été tournées en extérieur et à l'intérieur du Café de la Jeunesse (en face de l'église) en 2005, a été diffusé sur France 2 en 2006.